# اکستریم رولز (۲۰۲۲)
اکستریم رولز (به انگلیسی: Extreme Rules) یک رویداد غیر رایگان (Pay-Per-View) در کشتی حرفه‌ای است که توسط کمپانی دبلیودبلیوئی تهیه می‌شود و این دوره‌اش هم در ۸ اکتبر ۲۰۲۲ در مجموعه ورزشی ولز فارگو سنتر در شهر فیلادلفیا ایالت پنسیلوانیا برگزار شد. این، چهاردمین دوره از اکستریم رولز از زمان آغاز این رویداد در سال ۲۰۰۹ بود.
شش مسابقه در این رویداد برگزار شد که همه آنها تحت شرایط قوانین خشونت بار (Hardcore Rules) برگزار شد.
در مسابقه اصلی این رویداد، مت ریدل ، ست رولینز را با سابمیمشن در یک مسابقه گودال مبارزه (Fight Pit) که دنیل کورمیه به عنوان داور ویژه حضور داشت، شکست داد. 
در سایر مسابقات مهم، فین بلر توانست ادج را در مسابقه آی کُوییت شکست دهد. راندا روزی با سابمیشن در یک مسابقه اکستریم رولز لیو مورگان را برد تا برای دومین بار قهرمان کمربند زنان اسمک‌دان شود و همچنین براولینگ بروتس (شیمس، ریج هالند، و بوچ) در مسابقه تگ تیم شش نفره، ایمپریوم (گانتر، لودویگ کایزر و جیووانی وینچی) را شکست دادند. این رویداد همچنین شاهد بازگشت بری وایت بود که از پایان قرارداد خود در جولای ۲۰۲۱ دیگر در کمپانی دبلیودبلیوئی حضور نداشت.

## زمینه سازی
اکستریم رولز شامل مسابقاتی بین دشمنی‌های موجود، ماجراهای پیش آمده و استوری‌هایی خواهد بود که پیش از این در برنامه‌های راو یا اسمک داون پخش شده بود. کشتی‌گیرها با توجه به مسابقات یا سری اتفاقاتی که برایشان رخ می‌دهد و تنش را به حد اکثر می‌رساند، نقش منفی یا قهرمان به خود می‌گیرند. بیشتر مسابقات اکستریم رولز همان‌طور که از نامش پیداست تحت قواعد مسابقات خشونت‌بار (به انگلیسی: Hardcore Rules) برگزار می‌شود.

## نتایج
| #                                                     | نتایج | نوع مسابقه                                                                | مدت زمان |
| ----------------------------------------------------- | --- | ------------------------------------------------------------------------- | -------- |
| ۱                                                     | دِ براولینگ بروتس (شیمس و ریج هالند و بوچ) پیروز در مقابل ایمپریوم (گانتر و لودویگ کایزر و جیووانی وینچی) | مسابقه تگ تیم شش نفره دانیبروک                                            | ۱۷:۵۰    |
| ۲                                                     | راندا روزی پیروز در مقابل لیو مورگان (c) با تسلیم فنی                                                    | مسابقه اکستریم رولز برای قهرمانی کمربند زنان اسمک‌داون دبلیودبلیوئی        | ۱۲:۰۵    |
| ۳                                                     | کاریون کراس (با همراهی اسکارلت) پیروز در مقابل درو مکینتایر                                              | مسابقه تسمه (Strap)                                                       | ۱۰:۲۰    |
| ۴                                                     | بیانکا بلر (c) پیروز در مقابل بیلی                                                                       | مسابقه نردبان برای قهرمانی کمربند زنان راو دبلیودبلیوئی                   | ۱۶:۴۰    |
| ۵                                                     | فین بلر پیروز در مقابل ادج                                                                               | مسابقه آی کُوییت (I Quit)                                                  | ۲۹:۵۵    |
| ۶                                                     | مت ریدل پیروز در مقابل ست رالینز با تسلیم فنی                                                            | مسابقه گودال مبارزه (‌Fight Pit) دنیل کورمیه به عنوان داور ویژه حضور داشت. | ۱۶:۳۵    |
| - (c) – نشان‌دهنده قهرمان(هایی) است که به میدان می‌روند | |                                                                           |          |